# غریزه ایمان
غریزه ایمان: دین چگونه تکامل یافت و چرا پشت جلد شومیز ماندگار شد (انگلیسی: The Faith Instinct) کتابی است در سال ۲۰۰۹ در مورد تکامل روان‌شناسی فرگشتی دین توسط گزارشگر علمی نیویورک تایمز نیکلاس وید که در آن نویسنده استدلال می‌کند که رفتارهای مذهبی از طریق انتخاب طبیعی تکامل یافته‌اند. وید استدلال می‌کند که رفتار مذهبی، از طریق خدایان و باورهای مشترک، همبستگی اجتماعی را ایجاد می‌کند، که نیروی محرکه در وادار کردن گروه‌هایی از مردم که از نظر خانواده با یکدیگر مرتبط نیستند، از هنجارها و قوانین مشترک برای رفتار اجتماعی پیروی کرده و آنها را به اجرا درآورد. این هنجارها در سطح فردی مفید نیست، بلکه برای کل قبیله مفید است. وید استدلال می‌کند که انتخاب طبیعی برای رفتار مذهبی حداقل ۵۰۰۰۰ سال پیش بین قبایل آفریقایی آغاز شد، جایی که قبایلی که از قدرت وحدت‌بخش خدایان و باورهای مشترک، موسیقی و رقص بیشتر بهره‌مند شدند، از رقبا پیشی گرفتند و در نتیجه بازمانده‌های بیشتری بر جای گذاشتند، به‌این‌ترتیب ژن‌های زیربنایی مغز وجود داشت. «غریزه ایمان» مبتنی بر تکثیر شد که باعث شد تمایلات مذهبی در مغز انسان ریشه دوانده شود.

## خلاصه کتاب
در این کتاب عنوان می‌شود که به نظر اساس ایجاد دین و باور به آن در ژن‌های انسانی به عنوان یک غریزه اخلاقی وجود دارد. همچنین در نخستی‌ها مانند شامپانزه‌ها یافت می‌شود و گفته می‌شود که انسان‌ها تکامل بیشتری یافتند و به ادیان بدوی توسعه یافتند. رقابت برای بقا در میان گروه‌های کوچک در دوران شکارچی-گردآورنده شدید بود که گروه شکست‌خورده به‌طور کامل کشته و ناپدید می‌شدند. وقتی گروه کوچکی مذهبی می‌شوند، انضباط درون گروه حفظ می‌شود و می‌توان با دشمنان خارجی با وحدت برخورد کند. علاوه بر این، از آنجا که افرادی بودند که حتی می‌توانستند به خاطر گروه جان خود را زمین بگذارند، این خصیصه افراد برای گروه تحت رقابت شدید برای بقا بسیار سودمند بوده‌است. به عبارت دیگر، توانایی اعتقاد به خدا برای بقا به عنوان یک گروه ضروری بود و گروه‌های بدون پیشینه ژنتیکی در رفتار مذهبی با انتخاب طبیعی از بین می‌رفتند. در نتیجه تنها جمعیت‌هایی با چنین ژن‌هایی جان سالم به در بردند. انسان مدرن نوادگان برنده نبردهای گذشته‌است.
با توجه به اینکه دین در اصل وسیله ای برای بقای گروه‌هایی بود که به آن اعتقاد داشتند، دین به عنوان خویشتن‌داری در درگیری عمل نمی‌کند، بلکه به‌طور بالقوه آن را تشویق می‌کند. در بیشتر موارد درگیری و جنگ از دین برای راه اندازی و پیروزی در نبردها استفاده می‌شد. حتی اگر به نظر می‌رسد دین عامل درگیری‌ها و جنگ‌های منطقه ای بین کشورها باشد، باید به علل دیگری در پشت آن نگاه کرد. به عنوان مثال در درگیری بین یهودیان و فلسطینیان درگیری‌های مذهبی وجود دارد اما در ریشه آن مسئله زمین است. نمونه جالب دیگر جنگ‌های صلیبی ۱۲۹۱–۱۰۹۲ است که درگیری بین جهان مسیحی و مسلمان است. در آن زمان سفر اکتشافی آغاز شد، حضور تعداد زیادی از معتقدان مشتاق رادیکال تهدیدی بالقوه برای سازمان کلیسایی تثبیت شده به وجود آمد. جالب است که هدف از نخستین جنگ صلیبی نیز راندن آن‌ها به سرزمین اورشلیم بود که امید چندانی به زنده ماندن در آن وجود نبود تا از روی آوردن ناخشنودی آن‌ها به کلیسا جلوگیری شود.
با تغییر جامعه و اشکال زندگی، دین نیز به‌طور قابل توجهی از دین بدوی به دین مدرن تغییر کرد. این کتاب شرح می‌دهد که چگونه حاکمان برای افزایش انسجام ملی به استفاده از دین برآمدند و چگونه دین با جذب شیوه‌های کشاورزی محلی و عناصر مذهبی بومی به منظور به دست آوردن و گسترش پیروان توسعه یافت. روند شکل‌گیری یهودیت و مسیحیت به‌طور مفصل توصیف می‌شود، از جمله فرایند کتاب مقدس که گفته می‌شود که حاصل تدوین ماهرانه منابع مختلف، افسانه‌های بابلی، داستان‌های تاریخی و فولکلور است. به عنوان مثال داستان نوح که دو داستان از اسطوره‌های میان‌رودان را با هم ترکیب می‌کند. علاوه بر این، هیچ مدرک تاریخی یا باستان‌شناسی از وجود مرد موسی مانند سفر خروج و فتح کنعانیان وجود ندارد. در واقع ممکن است بنی‌اسرائیل از ابتدا در کنعان زندگی می‌کردند و تدوین مناسب کتاب مقدس برای یک کشور کوچکی که بین ملت‌های قدرتمند ساندویچ شده بود لازم بود تا هویت سیاسی و مذهبی اش را شکل دهد و به عنوان یک ملت متحد شوند.

## نقد
کتاب غریزه ایمان در هیچ نقطه‌ای از متن به اعتقادی که به واقعی بودن خدا دارد خیانت نمی‌کند، و همچنین چند صفحه را به این موضوع اختصاص می‌دهد که چگونه کتاب‌های سه دین توحیدی با تاریخ مطابقت ندارند. اما او همچنین می‌گوید که آتئیستها نسبت به مذهبی‌ها اخلاق کمتری دارند. بخش‌های بزرگی از کتاب کاملاً گمانه‌زنی به نظر می‌رسد، به عنوان مثال. این ایده عجیب که محمد یک شخصیت تاریخی نیست، بلکه یک برداشت نادرست دستوری از ارجاع به عیسی است.